# Secretísimo
Secretísimo (en italiano: Segretissimo) es una coproducción  española e italiana dirigida por Fernando Cerchio y protagonizada por  Gordon Scott  y  Magda Konopka, de género espionaje.

## Reparto
- Gordon Scott - John Sutton
- Magda Konopka  - Sandra Dubois
- Aurora de Alba  - Zaira
- Antonio Gradoli - Von Klausen
- Paco Morán - Miguel
- Mirko Ellis - Hardy
- Pietro Marascalchi 	- Hans
- Umberto Raho - Giorgio
- Santiago Rivero - Colonel Zikowsky